# Yuji Unozawa
Yuji Unozawa (宇野沢 祐次 Unozawa Yuji?), född 3 maj 1983, är en japansk fotbollsspelare.
I november 2003 blev han uttagen i Japans trupp till U20-världsmästerskapet 2003.